# Беляев, Василий Афанасьевич
Васи́лий Афана́сьевич Беля́ев (1904 — 1957) — советский дипломат. Чрезвычайный и полномочный посланник II класса.

## Биография
Член ВКП(б). На дипломатической работе с 1936 года. 
- В 1940—1941 годах — заместитель заведующего Консульским отделом НКИД СССР.
- В 1941—1946 годах — заведующий Консульским отделом НКИД СССР.
- В 1946—1948 годах — начальник Консульского управления МИД СССР.
- С июня 1948 по ноябрь 1950 года — советник Посольства СССР в Турции.
- С 24 ноября 1950 по 2 сентября 1953 года — чрезвычайный и полномочный посланник СССР в Сирии[1].
- С 24 ноября 1950 по 17 декабря 1955 года — чрезвычайный и полномочный посланник СССР в Ливане (до 2 сентября 1953 — по совместительству)[2].

Похоронен на Новодевичьем кладбище (5 участок, 10 ряд).

## Награды
- Орден Отечественной войны II степени (5 ноября 1945).
- Орден Трудового Красного Знамени (3 ноября 1944).